# سالميتيرول
سالميتيرول (بالإنجليزية: Salmeterol)‏ هو دواء يُستعمل في علاج الربو، ومرض الرئة الانسدادي حسب إدارة الغذاء والدواء الأمريكية.

## دوره
يلعب هذا الدواء دورًا كـ:
- ناهضات بيتا-2 الأدرينالية[7]